# Lumea de dincolo (film)
Lumea de dincolo (engleză: Underworld) este un film de groază acțiune din 2003 primul din seria Lumea de dincolo.

## Underworld
- Regiza: Len Wiseman
- Scenariști: Len Wiseman, Danny McBride,Kevin Grevioux
- Genul: acțiune / fantezie / dragoste / thriller / horror
- Durata: 121 minute
- Apărut în 2003
- Coproducție:
  -  Ungaria
  -  Statele Unite

- Distribuție:
  - Kate Beckinsale (Selene)
  - Scott Speedman (Michael Corvin)
  - Michael Sheen (Lucian)
  - Shane Brolly (Kraven)
  - Bill Nighy (Viktor)
  - Erwin Leder (Singe)

Filmul este inspirat dintr-o populară serie de benzi desenate și ne propune o noua mitologie legata de vampiri și vârcolaci, diferită față de mitologiile clasice din scrierile lui Anne Rice, Bram Stoker sau față de seriile Vampire the Masquerade. Lupta pentru supremație dintre vampiri și vârcolaci s-a încheiat demult cu victoria primilor. Acum, liderii vampirilor conduc pe rând, câte unul în timp ce alți doi hibernează, iar vampirii luptători sunt puțini și patrulează continuu doar pentru a tine supraviețuitorii vârcolacilor la respect. La apariția lui Michael Corvin, un urmaș direct al părintelui comun al vampirilor și vârcolacilor, ce îmbină în el sângele vampirilor și vârcolacilor, ies la suprafață o serie de secrete și o conspirație la care participa membri din ambele tabere. Selene, lideră a vampirilor luptători încearcă să descopere conspirația și să asigure supremația definitivă a vampirilor. 